# Antirrhinum segurae
Antirrhinum segurae är en grobladsväxtart som beskrevs av J. Fernández Casas. Antirrhinum segurae ingår i släktet lejongapssläktet, och familjen grobladsväxter. Inga underarter finns listade i Catalogue of Life.